# 美萨耐帕达
美萨耐帕达（羅馬化：Mes-anne-pada，亦翻译为麦桑尼帕达，意为「天选择的英雄」），乌尔国王，在前26-25世纪的苏美尔建立了强大的权威。他在《苏美尔王表》里是乌尔第一王朝的首位国王，但实际上他并非第一个乌尔国王。
美萨耐帕达也是第一个不是启什人却自称「启什之王」的人，这个称号成为了霸主的代名词，并在未来演变为两河流域宇宙之王的概念。

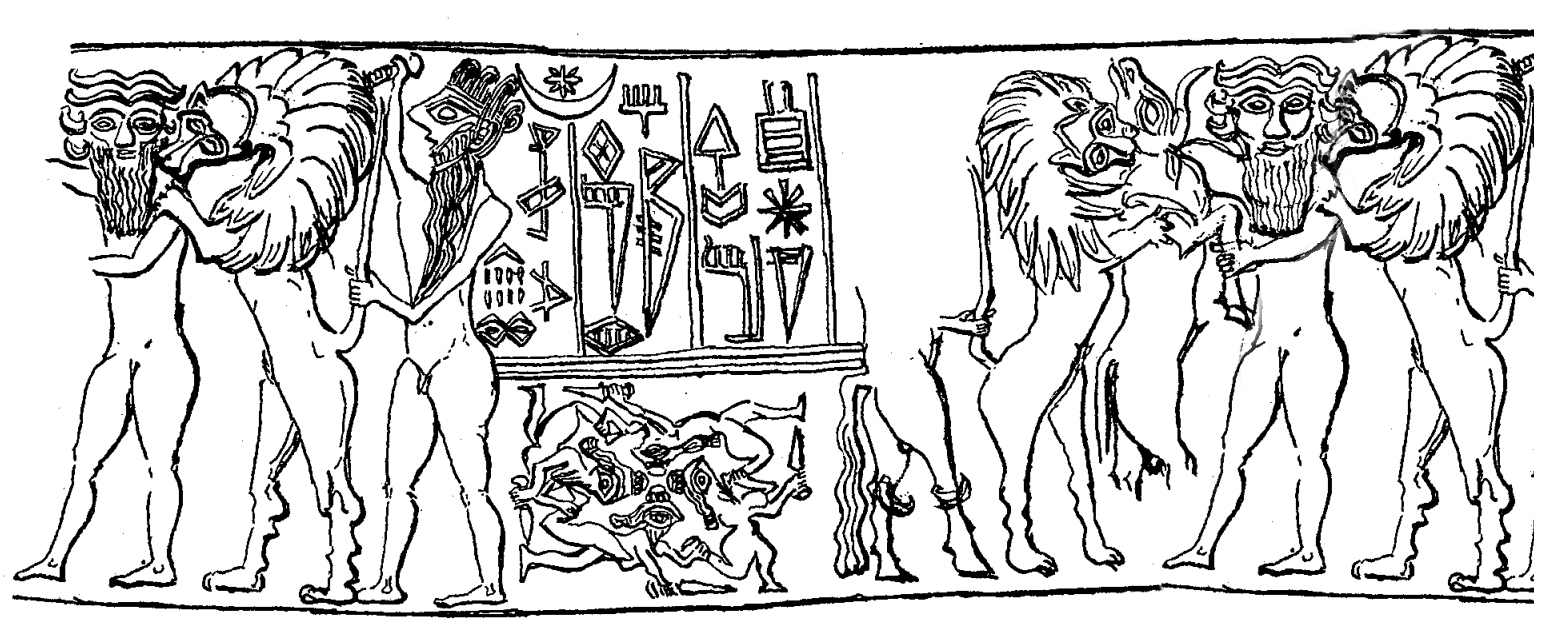
吉尔伽美什的最早图像证据，来自美萨耐帕达的陵墓。